# Lola Lane
Dorothy (Lola) Lane (21 de mayo de 1906 – 22 de junio de 1981) fue una actriz estadounidense.

## Inicios
Nacida en Macy, Indiana, sus padres eran Lorenzo A. Mullican y Cora Bell Hicks. De sus hermanas, Martha (1905-1971) no entró en el mundo del espectáculo. Las demás fueron Leota Lane, Priscilla Lane y Rosemary Lane, todas actrices y cantantes. La familia se mudó en 1907 a Indianola, Iowa. 
Cora alentó a sus hijas a cantar y tocar instrumentos musicales. Todas eran aficionadas a la música, y siguieron estudios de la materia en el Simpson College de Indianola. Dorothy ya tocaba el piano a los doce años para una sala de cine mudo.

## Primeros años de carrera
En 1928 Dorothy viajó a Nueva York siguiendo los pasos de su hermana Leota. Compartían apartamento y hacían rondas teatrales. Finalmente obtuvieron papeles en un show de Gus Edwards, Greenwich Village Follies. Fue Edwards quien cambió el apellido de las chicas, que pasó a ser Lane, con lo que Dorothy se llamó a partir de entonces Lola Lane. 
Lola debutó en el teatro en Broadway en 1928, como Sally Moss en The War Song, estrenada el 24 de agosto de 1928, en el Teatro Nederlander. The War Song dejó de representarse a los cuatro meses, pero Lola viajó a Hollywood, donde hizo su debut como Alice Woods junto a Paul Page en el drama Speakeasy (1929). Pronto volvió a actuar con Page en el film The Girl from Havana (1929), en el papel de Joan Anders. También trabajó con Bette Davis en el melodrama Marked Woman, ganando el aplauso de la crítica, con lo que los estudios Warner la contrataron en 1937.

## Las Hermanas Lane
Warner Bros. había adquirido una historia de Fannie Hurst titulada Sister Act, y planeaba rodarla con Errol Flynn y cuatro actrices. Flynn, sin embargo, se retiró del proyecto para protagonizar Robin de los bosques. El guion de Sister Act se reescribió para dar énfasis a las cuatro chicas. Bette Davis rechazó el papel. Lola habló con Jack Warner sugiriendo que ella y sus hermanas podían interpretar la película. Warner aceptó, y Leota viajó desde Nueva York para hacer una prueba con el papel de Emma, no siendo positiva. El estudió dio el papel de la cuarta hermana a Gale Page. Esta actriz se quedaría durante el resto de su carrera con el apodo de la cuarta Lane. Cuando la película, ahora titulada Four Daughters, se estrenó el 24 de septiembre de 1938, fue un gran éxito. Tuvo dos secuelas, Four Wives en 1939 y Four Mothers en 1941, otra vez con las hermanas Lane y Gale Page. 
Posteriormente se preparó otro guion para que aparecieran las cuatro hermanas, Daughters Courageous, proyecto en el que trabajaba John Garfield, que también había participado en Four Daughters y Four Wives. Aunque la historia era diferente, también cubría las vidas y los amores de cuatro hermanas, y fue un nuevo éxito de taquilla.

## Últimos años de carrera
Lola siguió su carrera en la década de 1940 con dramas como Convicted Woman (1940), Gangs Of Chicago (1940), Mystery Ship (1941), Miss V From Moscow (1942) y Lost Canyon (1942), aunque ella buscaba desesperadamente la oportunidad de un papel que cambiara su imagen de chica dura. Sin embargo, se retiró a los cuarenta años de edad, en 1946. En sus últimas tres películas—Why Girls Leave Home (1945) como Irene Mitchell, Deadline at Dawn (1946) como Edna Bartelli y They Made Me A Killer (1946) como Betty Ford—trabajó como actriz de reparto.

## Vida personal
Lola se casó cinco veces, aunque no tuvo hijos. Su primera boda fue con Henry Clay Dunham, del que se divorció. El 15 de septiembre de 1931 se casó con el actor Lew Ayres, del que también se divorció en 1933. Posteriormente se casó con el director Alexander Hall en 1934. También se divorció, en este caso en 1936. 
Su siguiente matrimonio fue con Roland West en 1940. Se trataba de un productor, director y guionista, pero que se hizo famoso por ser sospechoso de la muerte en 1935 de su novia, la actriz Thelma Todd. La pareja permaneció casada hasta el fallecimiento del cineasta en marzo de 1952 a causa de una enfermedad cardíaca. Lane se casó tres años después con Robert Hanlon. 
En 1961, Lane se convirtió al catolicismo. En 1967 recibió una medalla del Papa Pío X en reconocimiento por sus esfuerzos en la formación religiosa en personas con discapacidades mentales.
Falleció el 22 de junio de 1981 en Santa Bárbara, a los 75 años de edad, a causa de una enfermedad vascular. 

## Filmografía
- They Made Me a Killer (1946) .... Betty Ford
- Deadline at Dawn (1946) .... Edna Bartelli
- Why Girls Leave Home (1945) .... Irene Mitchell
- Steppin' in Society (1945) .... La Duquesa
- Identity Unknown (1945) .... Wanda
- Buckskin Frontier (1943) .... Rita Molyneaux
- Lost Canyon (1942) .... Laura Clark
- Miss V from Moscow (1942) .... Vera Marova, posando como Greta Hiller
- Mystery Ship (1941) .... Patricia Marshall
- Four Mothers (1941) .... Thea Lemp Crowley
- Girls of the Road (1940) .... Elly
- Gangs of Chicago (1940) .... June Whitaker
- Zanzibar (1940) .... Jan Browning
- Convicted Woman (1940) .... Hazel Wren
- Four Wives (1939) .... Thea Lemp Crowley
- Daughters Courageous (1939) .... Linda Masters
- Four Daughters (1938) .... Thea Lemp
- Mr. Chump (1938) .... Jane Mason
- When Were You Born (1938) .... Nita Kenton
- Torchy Blane in Panama (1938) .... Torchy Blane
- Hollywood Hotel (1937) .... Mona Marshall
- The Sheik Steps Out (1937) .... Phyllis 'Flip' Murdock
- Marked Woman (1937) .... Dorothy 'Gabby' Marvin
- In Paris, A.W.O.L. (1936) .... Lola
- His Night Out (1935) .... Lola
- Death from a Distance (1935) .... Kay Palmer
- Alias Mary Dow (1935) .... Minna
- Murder on a Honeymoon (1935) .... Phyllis La Font
- Burn 'Em Up Barnes (1934) .... Marjorie Temple
- Ticket to a Crime (1934) .... Peggy Cummings
- Port of Lost Dreams (1934) .... Molly Deshon/Molly Clark Christensen
- The Woman Condemned (1934) .... Jane Merrick
- Public Stenographer (1934) .... Ann McNair
- The Woman Who Dared (1933) .... Kay Wilson
- Ex-Bad Boy (1931) .... Letta Lardo
- Hell Bound (1931) .... Platinum Reed
- The Costello Case (1930) .... Mollie
- Good News (1930) .... Patricia Bingham
- The Big Fight (1930) .... Shirly
- Let's Go Places (1930) .... Marjorie Lorraine
- The Girl from Havana (1929) .... Joan Anders
- Fox Movietone Follies of 1929 (1929) .... Lila Beaumont
- Speakeasy (1929) .... Alice Woods